# Gerald Mortag
Gerald Mortag, född 8 november 1958 i Gera, Thüringen, död 30 januari 2023, var en östtysk tävlingscyklist som tog OS-silver i lagförföljelsen vid olympiska sommarspelen 1980 i Moskva.